# Stark County Courthouse (Ohio)
Das Stark County Courthouse in Canton ist das Gerichts- und Verwaltungsgebäude des Stark County im mittleren Nordosten des US-amerikanischen Bundesstaates Ohio.
Unter Architekt George F. Hammond aus Cleveland wurde das Courthouse 1885 im Beaux - Arts - Stil errichtet.
Das Stark County Courthouse ist seit 1975 unter der Nummer 75001534 im National Register of Historic Places (NRHP) gelistet.